# 十文字学园女子大学短期大学部
十文字学园女子大学短期大学部（日语：／ Jumonji Gakuen Joshi Daigaku  Tankidaigakubu *），简称十短（じゅうたん），是過去一所位于日本埼玉县新座市的私立短期大学。2018年廢校。

## 概要

### 简介
- 源流成立于1922年[1]。短期大学为于1966年开办[1]、由学校法人十文字学园经营。

### 历史
- 1966年 十文字学园女子短期大学成立并同时设置两个学科即家政学科、幼儿教育学科[1]。
- 1973年 两个学科即文学科和初等教育学科成立[1]。
- 1974年 家政学科分离为两个成立即家政专攻和食物营养专攻[1]。
- 1976年 五个专攻成立（家政专攻、幼儿教育专攻、日文专攻、英文专攻、初等教育专攻）于专科[1]。
- 1988年 初等教育学科招生最后、次年停止招生[2]。
- 1989年 教养学科成立[1]。
- 1990年 今年12月21日初等教育学科正式停办[2]。
- 1991年 一个专攻成立（教养专攻）于专科[1]。
- 1992年 家政专攻变更为生活科学专攻[1]。
- 1995年 教养学科招生最后、次年停止招生[2]。
- 1997年 今年8月5日教养学科正式停办[2]。
- 1999年 家政学科生活科学专攻招生最后、次年停止招生[2]。
- 2001年 今年3月31日家政学科生活科学专攻正式停办[2]。今年4月两个学科即家政学科食物营养专攻和幼儿教育学科招生最后、次年停止招生[2]。
- 2002年 改校名为十文字学园女子大学短期大学部。
- 2003年 今年3月31日幼儿教育学科正式停办[2]。
- 2005年 今年3月31日家政学科食物营养专攻正式停办[2]。
- 2011年 文学科（日语日文专攻、英语英文专攻）招生最后、次年合并为表现文化学科[1]。

### 宪章
- 请参看十文字学园女子大学短期大学部的标志 （日語） 2014年1月17日阅览。

#### 吉祥物
- 请参看十文字学园女子大学短期大学部的吉祥物 （日語） 2014年1月17日阅览。

## 学校环境
- 校区：在埼玉县新座市

## 历任校长
- 武田一郎：第一代短期大学校长[3]。
- 横须贺薰：现在短期大学校长[4]

## 组织

### 学科
- 表现文化学科

### 前学科
- 家政学科[注 1][注 2]
  - 生活科学专攻[注 3][注 4]
  - 食物营养专攻[注 1][注 2]
- 幼儿教育学科[注 1][注 5]
- 文学科[注 6]
  - 日语日文专攻[注 6]
  - 英语英文专攻[注 6]
- 初等教育学科[注 7]
- 教养学科[注 8]

### 专科
| - 家政专攻 - 幼儿教育专攻 - 日文专攻 - 英文专攻 - 初等教育专攻 - 教养专攻 |

### 业余课程
| - 没有 |

### 附属学校
| - 幼儿园：前十文字学园女子短期大学附属幼儿园成立于1968年。2003年变更为十文字学园女子大学附属幼儿园 |

## 知名校友
- 坂井真纪：女演员
- 小野真弓：女演员

## 相关链接
- 日本短期大学列表
- 十文字学园女子大学